# Liste der Landschaftsschutzgebiete im Landkreis Ansbach
Im Landkreis Ansbach gibt es zwei Landschaftsschutzgebiete. (Stand: November 2018)

## Hinweise zu den Angaben in der Tabelle
- Gebietsname: Amtliche Bezeichnung des Schutzgebietes
- Bild/Commons: Bild und Link zu weiteren Bildern aus dem Schutzgebiet
- LSG-ID: Amtliche Nummer des Schutzgebietes
- WDPA-ID: Link zum Eintrag des Schutzgebietes in der World Database on Protected Areas
- Wikidata: Link zum Wikidata-Eintrag des Schutzgebietes
- Ausweisung: Datum der Ausweisung als Schutzgebiet
- Gemeinde(n): Gemeinden, auf denen sich das Schutzgebiet befindet
- Lage: Geografischer Standort
- Fläche: Gesamtfläche des Schutzgebietes in Hektar
- Flächenanteil: Anteilige Flächen des Schutzgebietes in Landkreisen/Gemeinden, Angabe in % der Gesamtfläche
- Bemerkung: Besonderheiten und Anmerkungen

Bis auf die Spalte Lage sind alle Spalten sortierbar.
| Gebietsname                                                   | Bild/Commons   | LSG-ID       | WDPA-ID | Wikidata  | Ausweisung | Gemeinde(n) | Lage     | Fläche ha | Flächenanteil                                                                         | Bemerkung |
| ------------------------------------------------------------- | -------------- | ------------ | ------- | --------- | ---------- | ----------- | -------- | --------- | ------------------------------------------------------------------------------------- | --------- |
| LSG Hesselberg im Landkreis Ansbach                           | weitere Bilder | LSG-00372.01 | 395881  | Q59586305 | 1985       |             | Position | 1475,52   | Landkreis Ansbach (100 %)                                                             |           |
| LSG innerhalb des Naturparks Frankenhöhe (ehemals Schutzzone) | weitere Bilder | LSG-00570.01 | 396120  | Q59586306 | 1988       |             | Position | 76583,5   | Ansbach (2,3 %), Landkreis Ansbach (70,5 %), Landkreis Neustadt an der Aisch (27,1 %) |           |